# 7 de julho
7 de julho é o 188.º dia do ano no calendário gregoriano (189.º em anos bissextos). Faltam 177 dias para acabar o ano.

## Eventos históricos

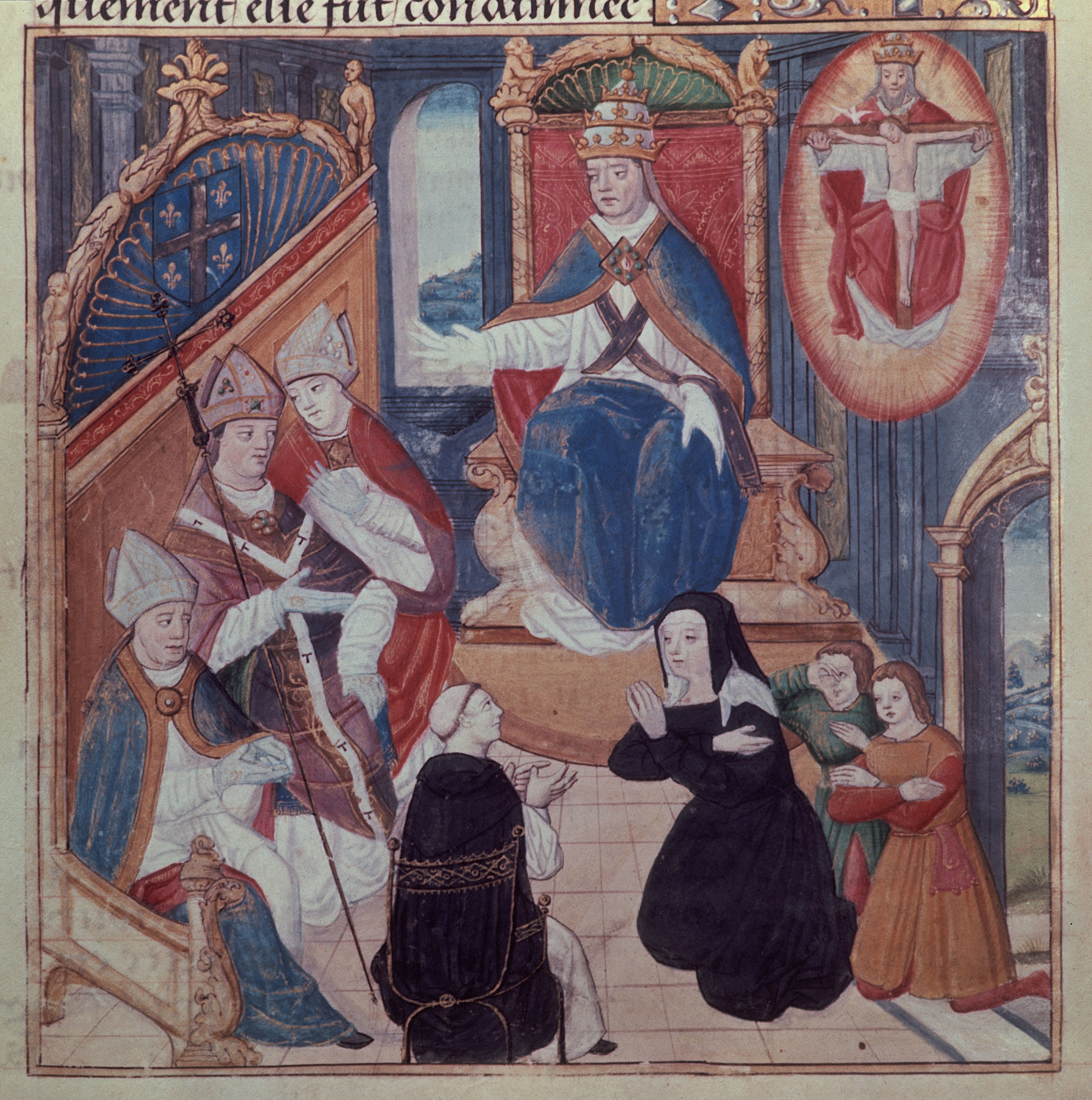
1456: Reabilitação de Joana d'Arc

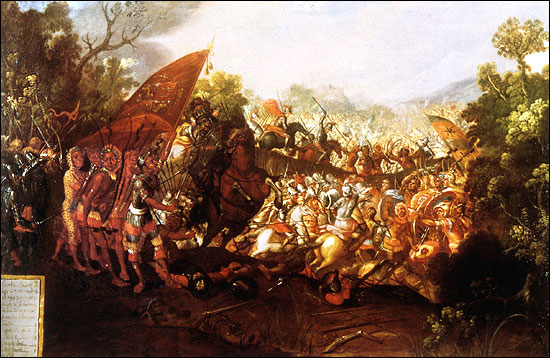
1520: Batalha de Otumba

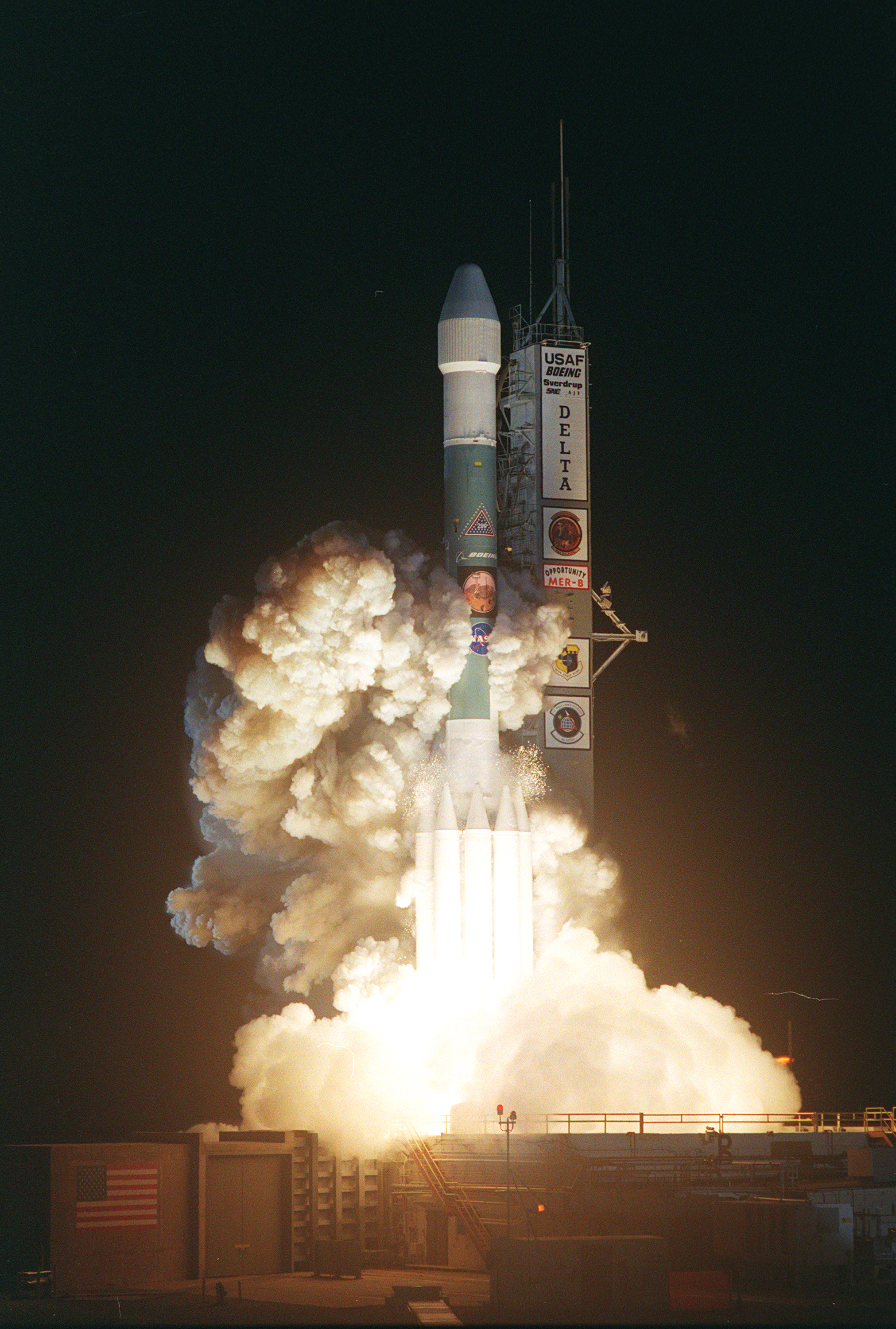
2003: Lançamento do foguete Delta II carregando a Opportunity Rover, MER-B

- 1124 — A cidade de Tiro cai para os cruzados.
- 1456 — Um veredicto de novo julgamento absolve Joana d'Arc de heresia 25 anos após sua execução.[1]
- 1515 — As Cortes de Castela declaram formalmente a anexação do Reino de Navarra à Coroa de Castela.
- 1520 — Os conquistadores espanhóis derrotam um exército asteca maior na Batalha de Otumba.
- 1534 — Jacques Cartier faz seu primeiro contato com povos aborígenes no que é hoje o Canadá.
- 1575 — A Invasão do Redeswire é a última grande batalha entre a Inglaterra e a Escócia.
- 1585 — O Tratado de Nemours abole a tolerância aos protestantes na França.
- 1667 — Uma frota inglesa completa a destruição de uma frota mercante francesa em Saint-Pierre, Martinica, durante a Segunda Guerra Anglo-Holandesa.
- 1770 — Ocorre a Batalha de Larga entre o Império Russo e o Império Otomano.
- 1798 — Como resultado do Caso XYZ, o Congresso dos EUA rescinde o Tratado de Aliança com a França, desencadeando a "Quase-Guerra".
- 1807 — Os Tratados de Tilsit entre França, Prússia e Rússia põem fim à Quarta Coligação.
- 1865 — Quatro conspiradores no assassinato de Abraham Lincoln são enforcados.
- 1898 — O presidente dos Estados Unidos William McKinley assina a Newlands Resolution anexando o Havaí como um território dos Estados Unidos.
- 1915 — Primeira Guerra Mundial: A Primeira Batalha de Isonzo chega ao fim.
- 1924 — Toma posse em Portugal o 40.º governo republicano, chefiado pelo presidente do Ministério Alfredo Rodrigues Gaspar.
- 1937 — O Incidente da Ponte Marco Polo fornece ao Exército Imperial Japonês um pretexto para iniciar a Segunda Guerra Sino-Japonesa.
- 1941
  - A ocupação da Islândia pelos Estados Unidos substitui a ocupação do Reino Unido.
  - Segunda Guerra Mundial: Beirute é ocupada pela França Livre e por tropas britânicas.
- 1944 — Segunda Guerra Mundial: a maior carga banzai da Guerra do Pacífico é empregada na Batalha de Saipan.
- 1946 — Howard Hughes quase morre quando seu protótipo de aeronave de reconhecimento XF-11 cai em um bairro de Beverly Hills.[2]
- 1952 —  O transatlântico SS United States passa por Bishop Rock em sua viagem inaugural, quebrando o recorde de velocidade transatlântica para se tornar o navio de passageiros mais rápido do mundo.
- 1953 — Ernesto "Che" Guevara embarca em uma viagem pela Bolívia, Peru, Equador, Panamá, Costa Rica, Nicarágua, Honduras e El Salvador.
- 1959 — Vênus oculta a estrela Regulus. Este evento raro é usado para determinar o diâmetro de Vênus e a estrutura da atmosfera venusiana.
- 1962 — O voo 771 da Alitalia cai em Junnar, Maharashtra, Índia, matando 94 pessoas.
- 1963 — Crise budista: a polícia comandada por Ngô Đình Nhu, irmão e principal conselheiro político do presidente do Vietnã do Sul, Ngo Dinh Diem, atacou um grupo de jornalistas americanos que cobriam um protesto.
- 1977 — Inaugurada a TV Bandeirantes no Canal 7 do Rio de Janeiro, começando as suas transmissões as 07h00 da manhã.
- 1978 — As Ilhas Salomão tornam-se independentes do Reino Unido.
- 1980
  - Instituição da xaria no Irã.
  - Durante a Guerra Civil Libanesa, 83 militantes do Tigre são mortos durante o que ficará conhecido como o massacre de Safra.[3]
- 1981 — O presidente dos Estados Unidos, Ronald Reagan, nomeia Sandra Day O'Connor para se tornar a primeira mulher membro da Suprema Corte dos Estados Unidos.
- 1983 — Guerra Fria: Samantha Smith, uma estudante estadunidense que na época tinha somente 10 anos de idade e na época considerada uma ativista da paz, voa para a União Soviética a convite do Secretário Geral Iúri Andropov.
- 1991 — Guerras Iugoslavas: o Acordo de Brioni encerra a guerra de independência de dez dias na Eslovênia contra o resto da República Socialista Federal da Iugoslávia.
- 1997 — As Forças Armadas turcas se retiram do norte do Iraque depois de ajudar o Partido Democrático do Curdistão na Guerra Civil Curda do Iraque.
- 2003 — Lançado ao espaço a Opportunity Rover, MER-B ou Mars Exploration Rover-B, da NASA a bordo de um foguete Delta II.
- 2005 — Uma série de quatro explosões ocorre no sistema de transporte em Londres, matando 56 pessoas, incluindo quatro homens-bomba, e ferindo mais de 700 pessoas.
- 2007 — Espetáculos simultâneos do Live Earth nos sete continentes chamam a atenção da opinião pública para as alterações climáticas na Terra.
- 2012 — Pelo menos 172 pessoas morrem em uma enchente na região de Krasnodar Krai, na Rússia.[4]
- 2016 — O ex-soldado do Exército dos Estados Unidos Micah Xavier Johnson atira contra catorze policiais durante um protesto do Black Lives Matter contra a polícia no centro de Dallas, no Texas, matando cinco deles. É posteriormente morto pela explosão de uma bomba transportada por um robô.
- 2019 — O Acordo de Livre Comércio Continental Africano torna-se operacional.
- 2021 — O presidente haitiano Jovenel Moïse é assassinado em sua casa.[5]
- 2022 — Boris Johnson anuncia sua renúncia ao cargo de primeiro-ministro do Reino Unido.

## Nascimentos

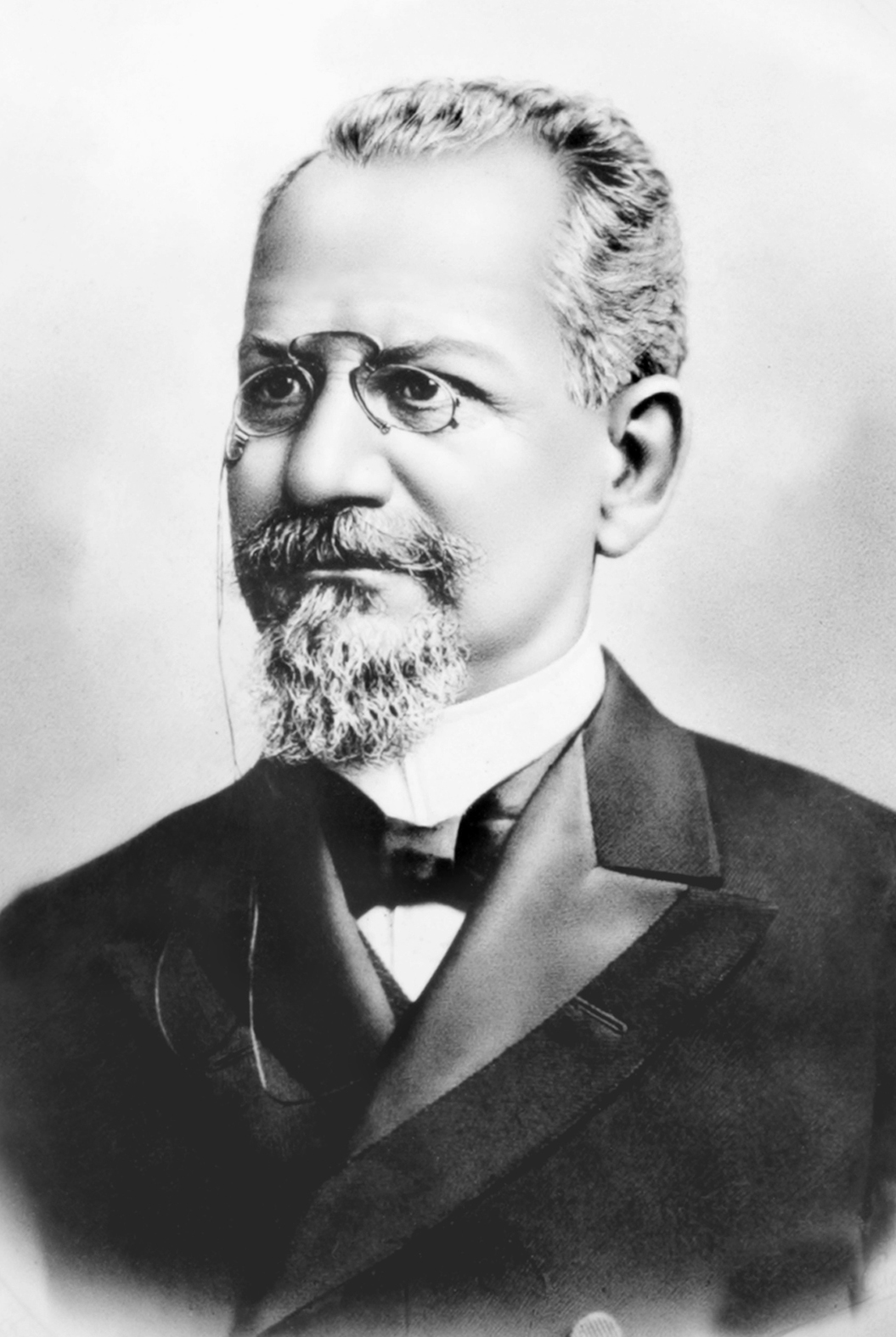
Rodrigues Alves

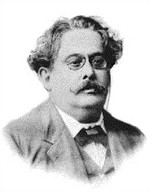
Artur de Azevedo

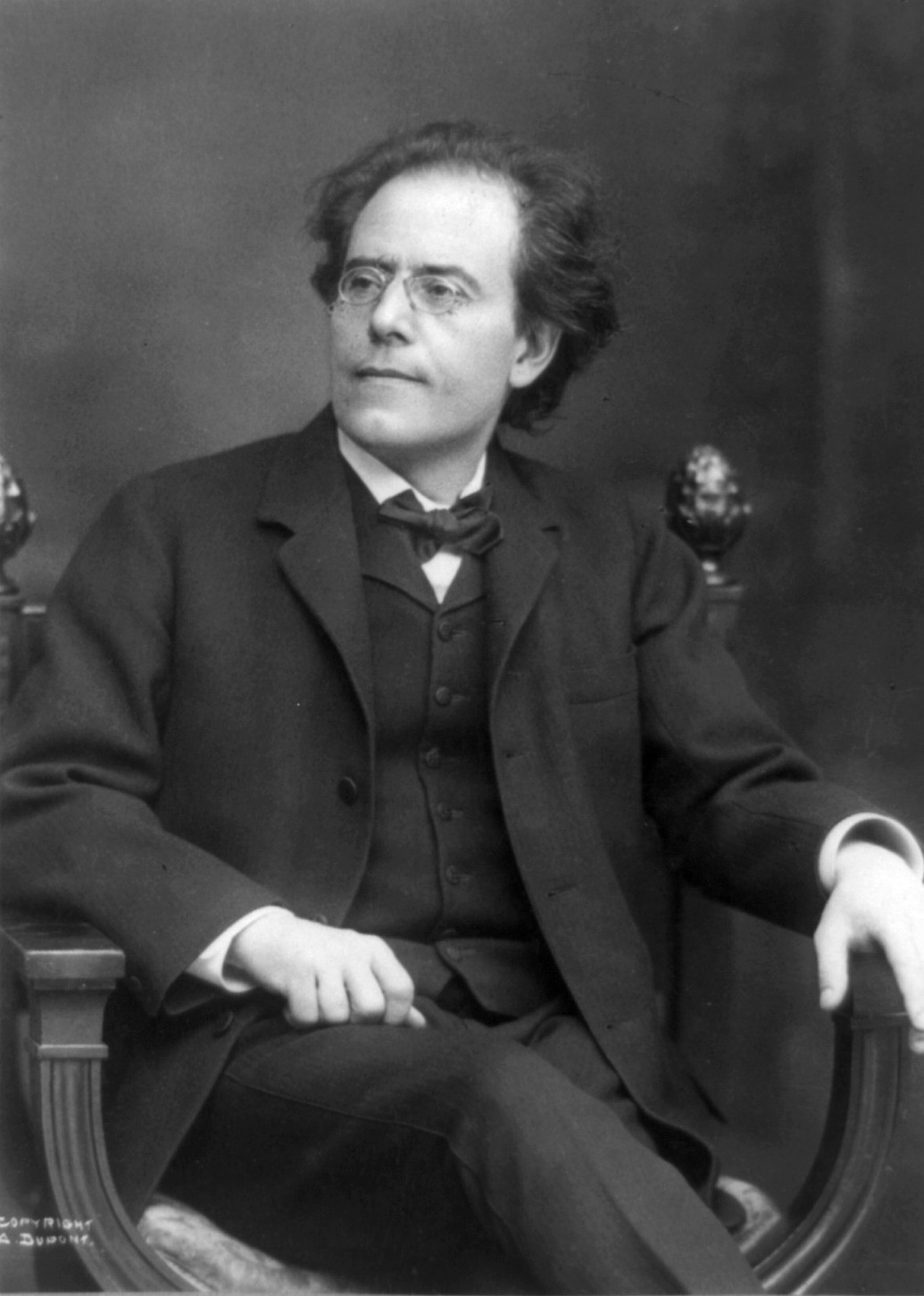
Gustav Mahler

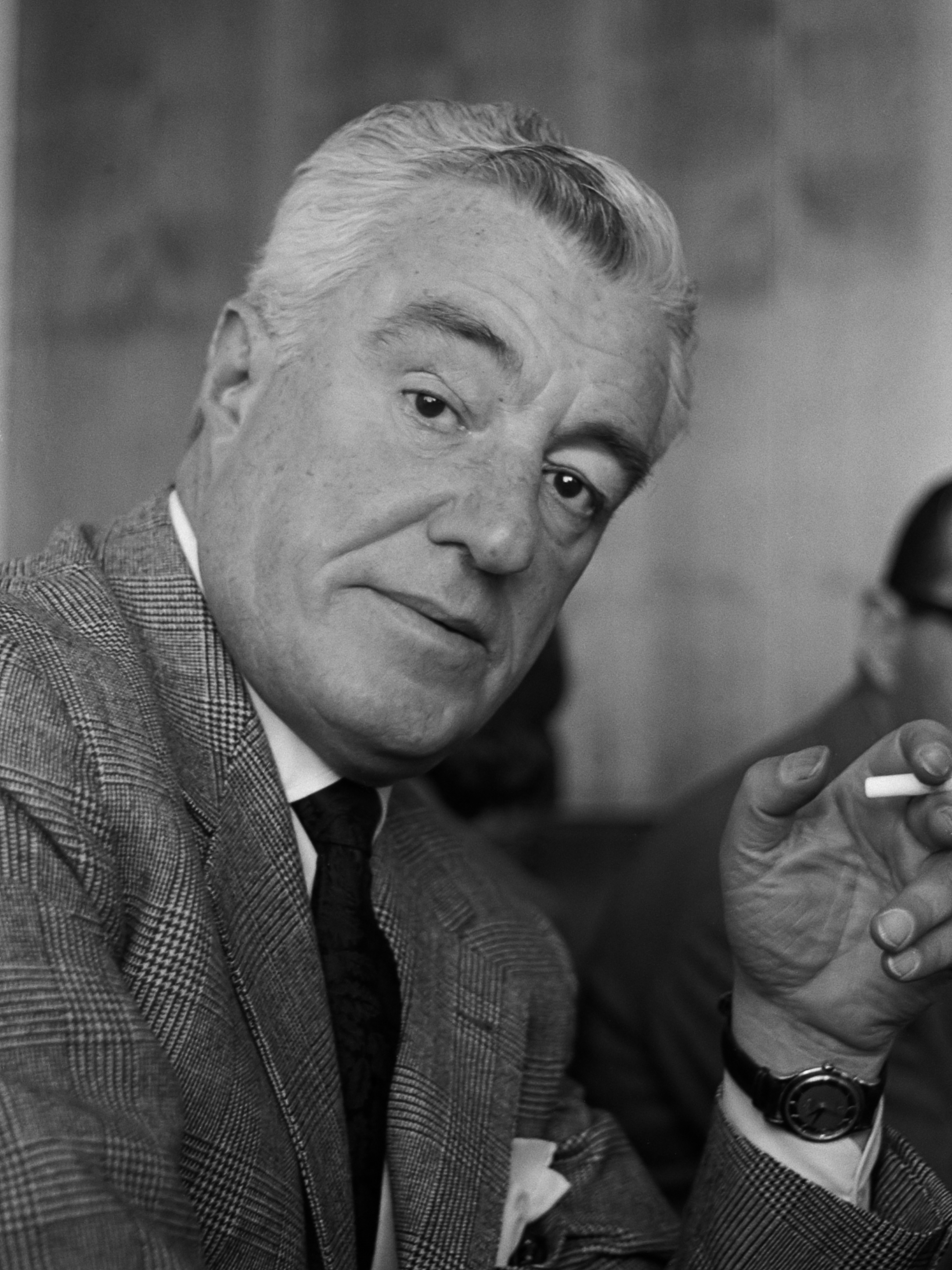
Vittorio De Sica

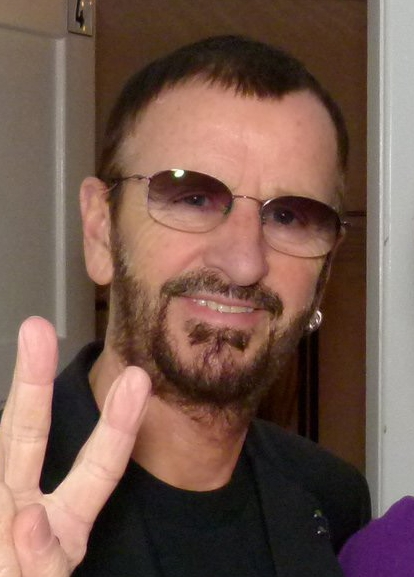
Ringo Starr

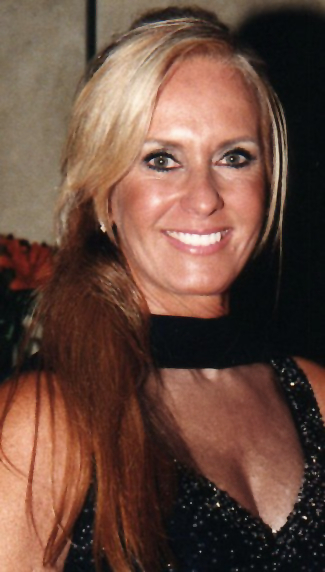
Helô Pinheiro

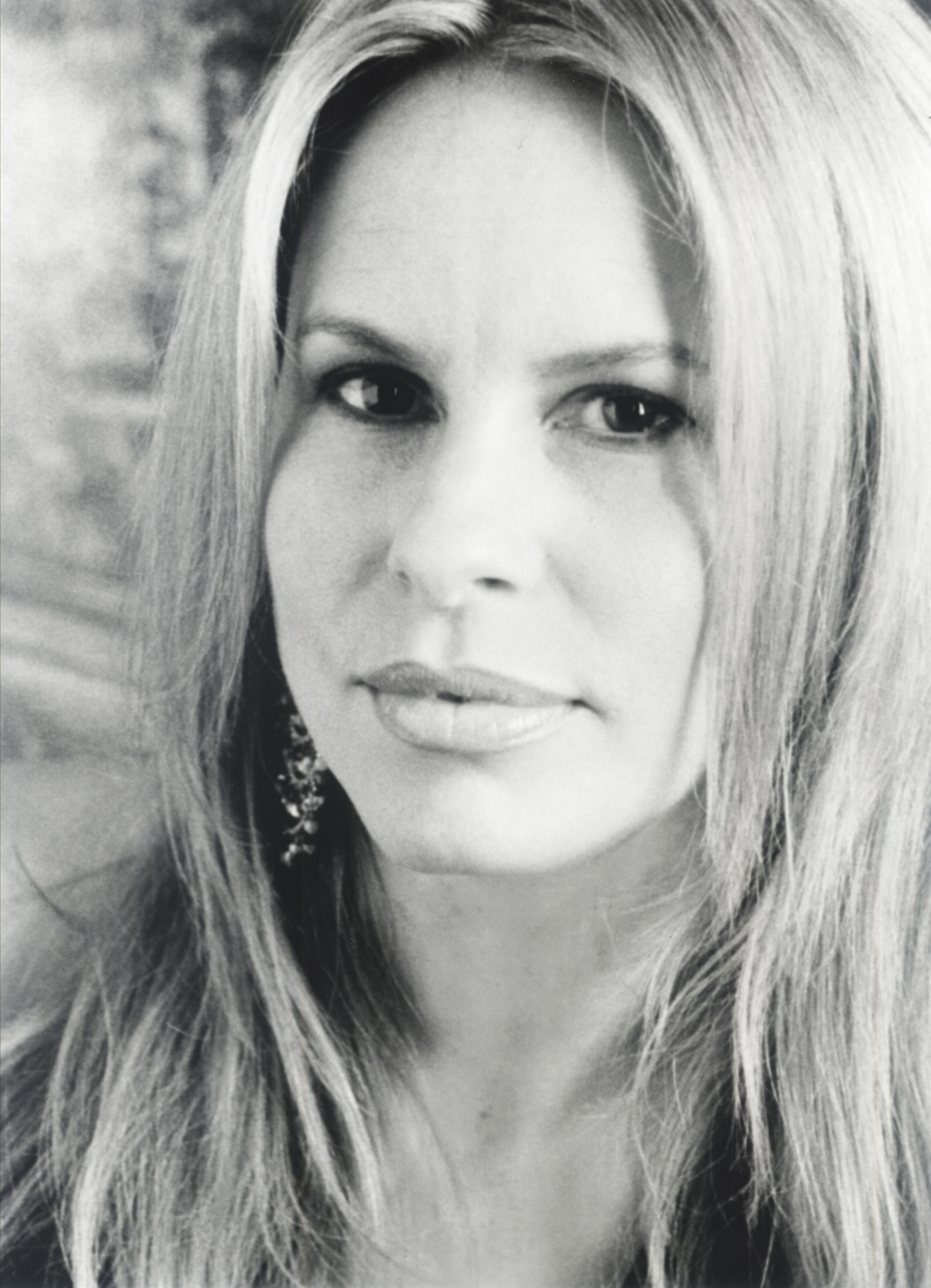
Vonda Shepard

### Anteriores ao século XIX
- 0611 — Eudóxia Epifânia, princesa bizantina

- 1053 — Shirakawa, imperador do Japão (m. 1129).
- 1119 — Sutoku, imperador do Japão (m. 1164).
- 1207 — Isabel da Hungria e da Turíngia, princesa santa húngara (m. 1231).
- 1510 — João Sigismundo Zápolya, rei da Hungria (m. 1571).

- 1528 — Ana de Habsburgo-Jagelão, arquiduquesa da Áustria (m. 1590).
- 1746 — Giuseppe Piazzi, astrônomo italiano (m. 1826).
- 1752 — Joseph-Marie Jacquard, inventor francês (m. 1834).
- 1766 — Guillaume Philibert Duhesme, general francês (m. 1815).
- 1770 — Miguel Ricardo de Álava, general e estadista espanhol (m. 1843).

### Século XIX
- 1816 — Rudolf Wolf, matemático e astrônomo suíço (m. 1893).
- 1819 — William Hellier Baily, paleontólogo britânico (m. 1888).
- 1833 — Félicien Rops, pintor e desenhista belga (m. 1898).
- 1839 — Teodora de Hohenlohe-Langemburgo (m. 1872).
- 1843 — Camillo Golgi, médico italiano (m. 1926).
- 1848 — Rodrigues Alves, advogado e político brasileiro, 5.° presidente do Brasil (m. 1919).
- 1850 — Antônio Moreira César, militar brasileiro (m. 1897).
- 1855 — Artur de Azevedo, dramaturgo, poeta e jornalista brasileiro (m. 1908).
- 1856 — Georg von der Marwitz, militar alemão (m. 1929).
- 1858 — Leite de Vasconcelos, filólogo, etnógrafo e arqueólogo português (m. 1941).
- 1860 — Gustav Mahler, compositor austríaco (m. 1911).
- 1868 — Frank Bunker Gilbreth, engenheiro norte-americano (m. 1924).
- 1874 — Władysław Grabski, economista, político e historiador polonês (m. 1938).
- 1876 — Ben F. Wilson, ator, cineasta e produtor de cinema norte-americano (m. 1930).
- 1878 — Isabel Amália da Áustria (m. 1960).
- 1880 — Theodor Herzog, botânico alemão (m. 1961).]
- 1882 — Yanka Kupala, poeta e escritor bielorrusso (m. 1942).
- 1883 — Eitel Frederico da Prússia (m. 1942).
- 1884
  - Aníbal Freire da Fonseca, jurista e jornalista brasileiro (m. 1970).
  - Lion Feuchtwanger, escritor alemão (m. 1955).
- 1887
  - Raymond Hatton, ator estadunidense (m. 1971).
  - Charles de Rochefort, ator e cineasta francês (m. 1952).
- 1891 — Tadamichi Kuribayashi, militar japonês (m. 1945).
- 1893 — Herbert Feis, historiador e escritor estadunidense (m. 1972).
- 1899 — George Cukor, realizador de cinema norte-americano (m. 1983).

### Século XX

#### 1901–1950
- 1901
  - Vittorio De Sica, ator e diretor de cinema italiano (m. 1974).
  - Eiji Tsuburaya, diretor de cinema japonês (m. 1970).
- 1903 — Steven Runciman, historiador britânico (m. 2000).
- 1906 — William Feller, matemático croata (m. 1970).
- 1907
  - Robert A. Heinlein, escritor de ficção científica estadunidense (m. 1988).
  - Vassili Aleksandrovitch, membro da família imperial russa (m. 1989).
- 1909 — Gottfried von Cramm, tenista alemão (m. 1976).
- 1911 — Giancarlo Menotti, compositor ítalo-estadunidense (m. 2007).
- 1914 — Deolinda do Carmo Salvado da Conceição, escritora e jornalista macaense (m. 1957).
- 1917 — Fidel Sánchez Hernández, político e militar salvadorenho (m. 2003).
- 1919 — Jon Pertwee, ator britânico (m. 1996).
- 1920 — Constantino Amstalden, bispo brasileiro (m. 1997).
- 1921 — Ezzard Charles, pugilista norte-americano (m. 1975).
- 1922 — Ayrton Lolô Cornelsen, arquiteto, futebolista e engenheiro brasileiro (m. 2020).
- 1923
  - Eduardo Falú, cantor, compositor e violonista argentino (m. 2013).
  - Leonardo Ferrel, futebolista boliviano (m. 2013).
- 1924
  - Mary Ford, cantora norte-americana (m. 1977).
  - Lennart Samuelsson, futebolista sueco (m. 2012).
- 1925 — Fernand Decanali, ciclista francês (m. 2017).
- 1927 — Henri Dirickx, futebolista belga (m. 2018).
- 1930
  - Hank Mobley, compositor e músico norte-americano (m. 1986).
  - Theodore Edgar McCarrick, prelado e ex-cardeal americano (m. 2025).
- 1931 — Russo, assistente de palco brasileiro (m. 2017).
- 1932 — Joe Zawinul, músico austríaco (m. 2007).
- 1936 — Jo Siffert, automobilista suíço (m. 1971).
- 1937 — Tung Chee-Hwa, político chinês.
- 1938 — Jan Assmann, egiptólogo alemão (m. 2024).
- 1940
  - Ringo Starr, músico britânico.
  - Lee Keun-hak, ex-futebolista norte-coreano.
- 1941
  - Nancy Farmer, escritora norte-americana.
  - Louis Friedman, engenheiro aeroespacial norte-americano.
  - Lama Gangchen Rinpoche, líder budista tibetano (m. 2020).
- 1943 — Toto Cutugno, cantor italiano (m. 2023).
- 1944
  - Jürgen Grabowski, futebolista alemão (m. 2022).
  - Araquem de Melo, futebolista alemão (m. 2021).
  - Ian Wilmut, biólogo britânico (m. 2023).
- 1945
  - Matti Salminen, músico finlandês.
  - Helô Pinheiro, modelo, empresária e apresentadora brasileira.
  - Li Chi-an, ex-futebolista norte-coreano.
  - Moncef Marzouki, médico e ativista político tunisiano.
- 1946 — Michel Virlogeux, engenheiro francês.
- 1947
  - Gyanendra, ex-monarca nepalês.
  - Howard Rheingold, crítico literário, professor e escritor norte-americano.
- 1949
  - Shelley Duvall, atriz estadunidense (m. 2024).
  - Luiz Carlos Martins, radialista e político brasileiro (m. 2024).
- 1950
  - Gerda Hasselfeldt, política alemã.
  - Themba N. Masuku, político essuatiniano.

#### 1951–2000
- 1953 — Judy Chu, política norte-americana.
- 1954 — Ron Jones, compositor estadunidense.
- 1955 — Paul Bahoken, ex-futebolista camaronês.
- 1958 — Michala Petri, musicista dinamarquesa.
- 1959
  - Alessandro Nannini, ex-automobilista italiano.
  - Billy Campbell, ator estadunidense.
  - Jessica Hahn, modelo e atriz estadunidense.
  - Barbara Krause, ex-nadadora alemã.
  - Oleg Khlevniuk, historiador e pesquisador ucraniano.
- 1960 — Paula Teixeira de Queiroz, escritora portuguesa.
- 1962
  - Akiva Goldsman, roteirista, produtor e diretor norte-americano.
  - Josef Aschbacher astrônomo austríaco.
- 1963
  - Leonardo Brício, ator brasileiro.
  - Vonda Shepard, cantora estadunidense.
  - Sérgio Klein, escritor brasileiro (m. 2010).
- 1964 — Shinichi Tsutsumi, ator japonês.
- 1966 — Jim Gaffigan, ator e dublador norte-americano.
- 1967
  - Tom Kristensen, ex-automobilista dinamarquês.
  - Jackie Neal, cantor estado-unidense (m. 2005).
- 1968
  - Amy Carlson, atriz estadunidense.
  - Tupãzinho, ex-futebolista e treinador de futebol brasileiro.
  - Jorja Fox, atriz estadunidense.
- 1969
  - Joe Sakic, ex-jogador de hóquei no gelo canadense.
  - Paulo Szot, ator, dançarino e cantor lírico brasileiro.
- 1970 — Erik Zabel, ex-ciclista alemão.
- 1971 — Christian Camargo, ator, diretor e roteirista estadunidense.
- 1972
  - Manfred Stohl, ex-automobilista austríaco.
  - Kirsten Vangsness, atriz norte-americana.
- 1973
  - Marcos Damigo, ator, autor, preparador corporal, diretor e produtor de teatro brasileiro.
  - Luciano Nassyn, cantor brasileiro.
  - Natsuki Takaya, mangaka japonesa.
  - Troy Garity, ator norte-americano.
- 1974 — Horacio Ameli, ex-futebolista argentino.
- 1975
  - Olga Medvedtseva, ex-biatleta russa.
  - Khaled Gahwji, ex-futebolista saudita.
  - Nina Hoss, atriz alemã.
- 1976
  - Bérénice Bejo, atriz francesa.
  - Hamish Linklater, ator estadunidense.
- 1977
  - Reinaldo Gottino, jornalista e apresentador de televisão brasileiro.
  - Benjamin Huggel, ex-futebolista suíço.
  - Zvenyika Makonese, ex-futebolista zimbabuano.
- 1978
  - Roberto Brum, ex-futebolista brasileiro.
  - Luis Parra, político venezuelano.
  - Luca Bianchi, ator brasileiro.
- 1979
  - Amanda Françozo, apresentadora e modelo brasileira.
  - Jan Hernych, tenista tcheco.
  - Bárbara Norton de Matos, atriz portuguesa.
  - Joílson. ex-futebolista brasileiro.
- 1980
  - Michelle Kwan, patinadora artística norte-americana.
  - Serdar Kulbilge, ex-futebolista turco.
- 1981
  - Synyster Gates, guitarrista norte-americano.
  - Michael Silberbauer, ex-futebolista e treinador de futebol dinamarquês.
- 1982
  - Jan Laštůvka, futebolista tcheco.
  - George Owu, ex-futebolista ganês.
  - Cassidy, rapper estadunidense.
  - Edinho, ex-futebolista português.
- 1983
  - Jakub Wawrzyniak, ex-futebolista polonês.
  - Igor Kolodinsky, jogador de vôlei de praia russo.
- 1984
  - Alberto Aquilani, ex-futebolista italiano.
  - Marie-Mai, cantora canadense.
  - Bruno Moraes, ex-futebolista brasileiro.
- 1985 — Nootsara Tomkom, jogadora de vôlei tailandesa.
- 1987
  - Luiz Augusto dos Anjos, ginasta brasileiro.
  - Patricio Pitbull, lutador brasileiro de artes marciais mistas.
  - Matteo Viola, ex-tenista italiano.
  - Eltinho, futebolista brasileiro.
- 1988
  - Maria Kryuchkova, ginasta russa (m. 2015).
  - Suéllen Rosim, jornalista, cantora e política brasileira.
  - Kaci Brown, cantora norte-americana.
- 1990
  - Lee Addy, futebolista ganês.
  - Kathryn McCormick, atriz e dançarina norte-americana.
  - Luiza Vaz, jornalista brasileira.
- 1991
  - Alesso, DJ e produtor musical sueco.
  - Cody Garbrandt, lutador norte-americano de artes marciais mistas.
- 1992
  - Cristiano Felício, jogador de basquete brasileiro.
  - José Izquierdo Mena, futebolista colombiano.
- 1993
  - Ally Brooke, cantora estadunidense.
  - Shakhram Giyasov, pugilista uzbeque.
- 1994
  - Albert Rusnák, futebolista eslovaco.
  - Mattheus Oliveira, futebolista brasileiro.
- 1996
  - Youssef Aït Bennasser, futebolista marroquino.
  - Wilfrid Kaptoum, futebolista camaronês.
- 1997
  - Ander Guevara, futebolista espanhol.
  - Saša Kalajdžić, futebolista austríaco.
- 1998 — Dylan Sprayberry, ator estadunidense.
- 1999 — Moussa Diaby, futebolista francês.
- 2000 — Ariarne Titmus, nadadora australiana.

## Mortes

### Anteriores ao século XIX
- 1304 — Papa Bento XI (n. 1240).
- 1307 — Eduardo I de Inglaterra (n. 1239).
- 1349 — Joana de Lencastre, baronesa Mowbray (n. 1312).
- 1448 — Maria de Bourbon, Duquesa da Calábria (n. 1428).
- 1537 — Madalena de Valois, rainha consorte da Escócia (n. 1520).
- 1573 — Giacomo Vignola, arquiteto italiano (n. 1507).

### Século XIX
- 1875 — Antônio Ferreira Viçoso, bispo brasileiro (n. 1787).
- 1890 — Henri Nestlé, empresário alemão (n. 1814).
- 1897 — Samuel Allport, petrologista britânico (n. 1816).

### Século XX
- 1923 — Guerra Junqueiro, político, jornalista e escritor português (n. 1850).
- 1930 — Arthur Conan Doyle, escritor britânico (n. 1859).
- 1935 — Oliver Russell, nobre britânico (n. 1869).
- 1945 — Peter To Rot, catequista papuásio (n. 1912).
- 1962 — Israel Shochat, sionista russo (m. 1962).
- 1979 — Robert Opel, ativista e fotógrafo americano (n. 1939).
- 1990 — Cazuza, cantor e compositor brasileiro (n. 1958).

### Século XXI
- 2001 — Fred Neil, cantor, compositor e guitarrista americano (n. 1936).
- 2004 — Carlinhos de Pilares, compositor e cantor brasileiro (n. 1942).
- 2006
  - Syd Barrett, cantor, compositor e guitarrista britânico (n. 1946).
  - Juan de Ávalos, escultor espanhol (n. 1911).
  - John Money, psicólogo e escritor neozelandês-americano (n. 1921).
  - Elias Hrawi, político libanês (n. 1926).
- 2007
  - Anne McLaren, cientista britânica (n. 1927).
  - Edward Hemming Dodd, pastor e teólogo anglo-brasileiro (n. 1919).
- 2008 — Dorian Leigh, supermodelo estadunidense (n. 1919).
- 2009 — Mathieu Montcourt, tenista francês (n. 1985).
- 2010 — Ezequiel Neves, produtor musical brasileiro (n. 1935).
- 2011 — Allan W. Eckert, historiador e escritor americano (n. 1931).
- 2012
  - Ronaldo Cunha Lima, poeta, advogado e político brasileiro (n. 1936).
  - Leon Schlumpf, político suíço (n. 1927).
- 2013
  - Donald J. Irwin, advogado e político americano (n. 1926).
  - MC Daleste, cantor e compositor brasileiro (n. 1992).
- 2014
  - Alfredo Di Stéfano, futebolista e treinador de futebol argentino-espanhol (n. 1926).
  - Eduard Shevardnadze, general e político georgiano (n. 1928).
- 2015 — Maria Barroso, atriz e política portuguesa (n. 1925).
- 2016 — Guilherme Karam, ator brasileiro (n. 1957).
- 2021
  - Robert Downey, Sr., ator e diretor americano (n. 1936).
  - Jovenel Moïse, empresário e político haitiano (n. 1968).
  - Carlos Reutemann, automobilista e político argentino (n. 1942).
- 2023 — Neusa Maria Faro, atriz brasileira (n. 1945).
- 2025 — Fernando Vilaça, jovem brasileiro assassinado (n. 2007/2008).[6]

## Feriados e eventos cíclicos

### Internacional
- Dia Mundial do Chocolate

### Brasil
- Dia do Voluntariado Social
- Dia do Ingresso da Mulher na Marinha
- Dia Estadual do Funk de São Paulo
- Dia de Zé Pilintra (Rio de Janeiro)
- Aniversário dos municípios de Candelária e Pelotas, Rio Grande do Sul
- Aniversário do município de Porto Real do Colégio, Alagoas
- Aniversário do município de Corupá, Santa Catarina

### Portugal
- Feriado Municipal de Figueira de Castelo Rodrigo

### Angola
- Feriado Municipal do Uíge

### Ilhas Salomão
- Dia da Independência

### Santos do dia
- Firmino de Amiens
- Józef e Wiktoria Ulma
- Panteno
- Papa Bento XI
- Peter To Rot

## Outros calendários
- No calendário romano era o dia das Nonas de julho.
- No calendário litúrgico tem a letra dominical F para o dia da semana.
- No calendário gregoriano a epacta do dia é xx.